# Нюрнбергский филармонический оркестр
Нюрнбергский филармонический оркестр (нем. Nürnberger Philharmoniker) — немецкий симфонический оркестр, базирующийся в Нюрнберге, официальный музыкальный коллектив Нюрнбергского государственного оперного театра.
Нюрнбергский филармонический оркестр в его нынешнем виде образовался в 1922 году в результате объединения Городского оркестра Нюрнберга (Stadttheaterorchester), действовавшего с основания Георгом Леонхардом Аурнхаймером нюрнбергского Национального театра в 1803 г., с частным филармоническим оркестром, основанным в 1880 году Гансом Виндерштайном. В лучшие времена он, несмотря на трудности с финансированием, насчитывал 110 музыкантов и был активен до 1944 года. В сезоне 1946/1947 гг. деятельность оркестра была возобновлена. Помимо участия в оперных постановках театра, оркестр выступает с симфоническими программами в концертном зале «Майстерзингерхалле». Музыканты оркестра регулярно устраивают камерные концерты в фойе Нюрнбергского театра. Кроме того, оркестр ежегодно даёт концерты под открытым небом.

## Руководители оркестра
- Фердинанд Вагнер (1923—1925)
- Бертиль Ветцельсбергер (1925—1938)
- Альфонс Дрессель (1938—1944)
- Рольф Агоп (1946—1948)
- Альфонс Дрессель (1948—1955)
- Эрих Риде (1956—1964)
- Ханс Гирштер (1965—1988)
- Кристиан Тилеман (1988—1992)
- Эберхард Клоке (1993—1998)
- Филипп Оген (1998—2005)
- Кристоф Прик (2006—2011)
- Маркус Бош (2011—2018)
- Йоана Мальвиц (2018—2023)
- Роланд Бёер[англ.] (с 2023)